# 峩州
峩州是唐宋的一個羈縻州，其轄地在今貴州省荔波縣東北峨陽附近一帶地方，是招撫當地土著所設置的州縣，一般由其頭人任州官，唐代屬黔州都督府，宋代屬夔州路紹慶府。